# Phyllodes porphyrea
Phyllodes porphyrea är en fjärilsart som beskrevs av Turner 1904. Phyllodes porphyrea ingår i släktet Phyllodes och familjen nattflyn. Inga underarter finns listade i Catalogue of Life.